# Svenska serien i ishockey
Die Svenska serien i ishockey war in den Jahren 1935 bis 1944 die höchste Eishockeyspielklasse in Schweden. Der schwedische Meistertitel wurde jedoch in dieser Zeit in Pokalform in einer nationalen Endrunde ausgespielt. Die Liga ersetzte die Elitserien als höchste Spielklasse des Landes und wurde selbst von der Division 1 abgelöst.  

## Meister der Svenska serien
- 1936: AIK Solna
- 1937: AIK Solna
- 1938: AIK Solna
- 1939: Hammarby IF
- 1940: Hammarby IF
- 1941: Hammarby IF
- 1942: Hammarby IF
- 1943: Hammarby IF
- 1944: Hammarby IF